# Jaap van der Bie
Jacobus Adrianus (Jaap) van der Bie (Rotterdam, 17 december 1951) is een Nederlands emeritus-priester van het Bisdom Rotterdam.

## Levensloop
Van der Bie werd geboren in Rotterdam-Feijenoord en groeide op in een Nederlands-hervormd gezin. Na zijn middelbare school bezocht hij de sociale academie. Na deze studie raakte hij betrokken bij de milieu- en vredesbeweging. Tevens studeerde hij korte tijd kunstgeschiedenis maar maakte deze studie niet af. Hij begon zijn loopbaan als personeelswerker bij een dagbladbedrijf. Hierna werkte hij als coördinator van een centrum voor volwasseneneducatie.

## Priesterroeping

### Studie
Van der Bie werd rond zijn veertigste geroepen tot het priesterambt en bekeerde zich tot het katholicisme. Hij ging in 1992 theologie studeren aan de Katholieke Theologische Universiteit in Utrecht. Tijdens zijn studie liep hij in 1996 stage bij de Heilige Nicolaasparochie in Zoetermeer. Op 12 december 1998 werd hij door bisschop Van Luyn in de HH. Laurentius- en Elisabethkathedraal in Rotterdam tot priester gewijd.

### Kerkelijke loopbaan
Van der Bie werd in 1998 benoemd tot pastoor van de parochies in Den Haag, Oegstgeest en Katwijk. In 2002 werd hij benoemd tot pastoor van de parochies in Leiden. Deze parochies fuseerde in 2012 met de gemeentes Leiderdorp, Zoeterwoude en Stompwijk tot de parochie Heiligen Petrus en Paulus. Op 1 januari 2016 werd hij door Mgr. Van den Hende benoemd tot pastoor en moderator van de Heilige Nicolaasparochie in Zoetermeer. Hij was in deze parochie verantwoordelijk over de sluitingen van de vier vicariaten De Doortocht, Genesareth, Tabor en De Wijngaard. Het is hierbij de bedoeling dat alleen de Nicolaaskerk open zou blijven voor de eredienst. In 2020 ging hij met emeritaat. Hij is na zijn emeritaat nog deeltijds actief als pastoor in de HH. Clara & Franciscus federatie in de regio Kaag en Braassem.